# Ciudad-condado de la República Popular China
Una ciudad-condado, ciudad municipal o municipio de tercer nivel (en chino:县级市, pinyin:xiànjí shì; literalmente, «ciudad a nivel de condado») es una ciudad satélite de división administrativa en la República Popular China que se sitúa, en la estructura político-administrativa, por debajo de la ciudad-distrito, pero con similitud en forma ya que abarca tanto zonas urbanas y rurales. 
Muchas ciudades municipales fueron creadas en los 1980s y 1990s a partir de condados para así obtener más beneficios. Este cambio se detuvo en 1997. Estas son llamadas ciudades emergentes porque tienen gran potencial de crecimiento
La ciudad municipal no son ciudades en sí, ya que suelen contener las áreas rurales muchas veces más el tamaño de sus zonas urbanas, la superficie construida. Esto se debe a que estas áreas contienen ciudades, pueblos y tierras de cultivo, incluso propio centro administrativo. Para distinguir a una ciudad condado se utiliza el carácter ciudad (市 shí) y el carácter distrito (区qu) llamado en conjunto como área urbana.
- En Francia esta administración se le conoce como Comunidad de aglomeración.

## Nombres
Después de la creación de la República Popular China a esta nivelación de ciudad se le llamó Ciudad de administración especial (专辖市), en 1970 se le conoció como ciudad de administración prefectura (地辖市) y a partir de 1983 por el de su nombre actual de ciudad a nivel de condado.

## Ciudad-subprefectura
Una ciudad-subprefectura, a veces también llamada subciudad-prefectura (en chino:副地级市, pinyin:fùdìjíshì  literalmente, «ciudad a nivel de subp/viceprefectura») es un tipo de administración casi a una ciudad-condado pero con un poco más de autonomía y poder, las ciudades-condado  están bajo la jurisdicción administrativa de las ciudades-prefectura, pero las subprefecturas son a menudo administradas directamente por el gobierno provincial, sin embargo este tipo de administración se cataloga como ciudad-condado.
Las ciudades subprefectura que están administradas por una ciudad-prefectura y no directamente por la provincia son: Golmud y Manzhouli.
Distrito forestal
Es un tipo de administración especial localizado en Hubei para la conservación del medio ambiente.

## Distrito especial
El Distrito especial (特区) es una unidad administrativa de tercer nivel (a nivel de condado) de la República Popular China. Se refiere específicamente a las políticas y la gestión especiales de China implementadas económicamente, principalmente para introducir capital extranjero para la construcción.
A principios de la década de 1960, con el desarrollo de áreas remotas en el país, se estableció una serie de sistemas de zonificación de "integración política y empresarial". Esto se debe principalmente a que las áreas desarrolladas son en bosques vírgenes, áreas silvestres antiguas y montañas áridas . Básicamente no hay infraestructura social ni servicios sociales básicos en esas localidades.
En la actualidad, solo hay una zona especial a nivel de condado en China, el distrito especial de Liuzhi en la ciudad-prefectura de Liupanshui , provincia de Guizhou. El Distrito especial generalmente se construye porque hay fábricas y minas especiales en el área. Por ejemplo en Liuzhi es una gran mina de carbón . 

## Ciudad-condado de gobierno provincial
Una ciudad-condado se trata de una unidad administrativa de tercer nivel, es decir, una de las unidades en las que las ciudad-prefectura están divididas, sin embargo hay un proyecto llamado Provincia Directa al Condado (省直管县) que pretende colocar la ciudad-condado directamente administrada por la provincia gozando de beneficios económicos y financieros.
Desde 2002, Zhejiang, Guangdong, Henan, Liaoning, Hubei y otras provincias han sido piloto en el control directo de las finanzas del condado, que pueden ser vistos como el primer paso en el control directo de los poderes ejecutivos, Zhejiang tiene incluso algunas gestiones sociales piloto sobre el control directo de los asuntos del condado.